# Yukonit
Yukonit (IMA-Symbol Yuk) ist ein selten vorkommendes Mineral aus der Mineralklasse der „Phosphate, Arsenate und Vanadate“ mit der chemischen Zusammensetzung Ca2Fe3+3(AsO4)3(OH)4·4H2O und damit chemisch gesehen ein wasserhaltiges Calcium-Eisen-Arsenat mit zusätzlichen Hydroxidionen.
Yukonit ist eines der wenigen Minerale, das ähnlich wie Glas zu den amorphen Feststoffen gehört, das heißt die Atome in der Verbindung bilden keine geordneten Strukturen. Entsprechend findet er sich ausschließlich in Form unregelmäßiger, derber oder gelähnlicher Mineral-Aggregate bzw. Konkretionen von dunkelbrauner, bräunlichschwarzer oder violetter bis dunkelblutroter Farbe bei bräunlichgelber Strichfarbe.

## Etymologie und Geschichte
Erstmals entdeckt wurde Yukonit in der Daulton Mine am Windy Arm nahe dem Tagish Lake im kanadischen Territorium Yukon und beschrieben 1913 durch Joseph Burr Tyrrell, Ronald P. D. Graham. Sie benannten das Mineral nach dem Yukon-Territorium, in dem dessen Typlokalität liegt.
Typmaterial des Minerals wird im Natural History Museum in London im Vereinigten Königreich (Katalog-Nr. 1916,454), im Geological Survey of Canada in Ottawa (Katalog-Nr. 18594) und im Royal Ontario Museum in Toronto, Kanada (Katalog-Nr. M11468) sowie im National Museum of Natural History in Washington, D.C. in den USA (Katalog-Nr. R5783) aufbewahrt.

## Klassifikation
Bereits in der veralteten 8. Auflage der Mineralsystematik nach Strunz gehörte der Yukonit zur Mineralklasse der „Phosphate, Arsenate und Vanadate“ und dort zur Abteilung „Wasserhaltige Phosphate, Arsenate und Vanadate mit fremden Anionen“, wo er zusammen mit Arseniosiderit, Calcioferrit, Mitridatit, Santafeit und Xanthoxenit sowie den inzwischen diskreditierten Bořickýit, Foucherit und dem als fraglich geltenden Richellit die „Santafeit-Arseniosiderit-Gruppe“ mit der System-Nr. VII/D.15 bildete.
Die von der International Mineralogical Association (IMA) zuletzt 2009 aktualisierte 9. Auflage der Strunz’schen Mineralsystematik ordnet den Yukonit ebenfalls in die Abteilung der „Phosphate usw. mit zusätzlichen Anionen; mit H2O“ ein. Diese ist allerdings weiter unterteilt nach der relativen Größe der beteiligten Kationen und dem Stoffmengenverhältnis der weiteren Anionen zum Phosphat-, Arsenat- bzw. Vanadatkomplex, so dass das Mineral entsprechend seiner Zusammensetzung in der Unterabteilung „Mit großen und mittelgroßen Kationen; (OH usw.) : RO4 > 2 : 1“ zu finden ist, wo es als einziges Mitglied die unbenannte Gruppe 8.DM.25 bildet.
Auch die vorwiegend im englischen Sprachraum gebräuchliche Systematik der Minerale nach Dana ordnet den Yukonit in die Klasse der „Phosphate, Arsenate und Vanadate“ und dort in die Abteilung der „Wasserhaltige Phosphate etc., mit Hydroxyl oder Halogen“ ein. Hier ist er als einziges Mitglied in der unbenannten Gruppe 42.08.06 innerhalb der Unterabteilung „Wasserhaltige Phosphate etc., mit Hydroxyl oder Halogen mit (AB)7(XO4)4Zq × x(H2O)“ zu finden.

## Modifikationen und Varietäten
Bisher ist eine Varietät von Yukonit bekannt, bei der ein Teil des Eisens durch Chrom ersetzt (substituiert) ist. Sie wird entsprechend als „Chrom-Yukonit“ bezeichnet und konnte bisher nur im „Gang Nr. 7“ bei Bou Azzer (Bou Azer) nahe der Stadt Tazenakht in der marokkanischen Provinz Ouarzazate entdeckt werden.

## Bildung und Fundorte
Yukonit bildet sich sekundär durch Verwitterung aus Arsenopyrit. An seiner Typlokalität Daulton Mine bzw. in der Umgebung des nahe gelegenen Tagish Lake trat er neben Arsenopyrit unter anderem noch in Paragenese mit Argentit, Chalkopyrit, silberhaltigem Galenit, Pyrargyrit, Quarz und Symplesit auf. Weitere Begleitminerale sind Parasymplesit, Köttigit, Ogdensburgit, Pharmakosiderit, Legrandit, Willemit, Franklinit, Sphalerit (Sterling Hill, New Jersey, USA) sowie Arseniosiderit, Arsenolith und bariumhaltiger Pharmakosiderit (Trout Creek, Colorado, USA).
Als seltene Mineralbildung konnte Yukonit nur an wenigen Fundorten nachgewiesen werden, wobei bisher rund 40 Fundorte dokumentiert sind (Stand 2022). Im Yukon-Territorium von Kanada konnte das Mineral außer in der Daulton Mine bisher nur noch in der nahe gelegenen Venus Mine entdeckt werden.
In Deutschland konnte Yukonit unter anderem in der Schnellinggrube bei Sulzburg, der Grube Ludwig im Adlersbachtal nahe der Stadt Hausach, bei Wittichen (Schenkenzell) sowie in den Gruben Wenzel und Clara in Baden-Württemberg, im Steinbruch Fuchs an der Hartkoppe bei Sailauf im bayerischen Landkreis Aschaffenburg, am Graulay (Graulai, Graulei, Grauley) bei Hillesheim (Eifel) und in der Uran-Lagerstätte Schweisweiler-Winnweiler (Pfalz) in Rheinland-Pfalz, im Schacht 366 der Bergbauregion Schlema-Alberoda-Hartenstein in Sachsen sowie in der inzwischen stillgelegten Grubenanlage Aufgeklärtes Glück bei Hasserode in Sachsen-Anhalt gefunden werden.
Der bisher einzige bekannte Fundort in Österreich ist der Stockerstollen am Silberberg bei Rattenberg im Tiroler Inntal und der einzige bekannte Fundort in der Schweiz ist die Mine de Collioux inférieur bei Saint-Luc VS im Kanton Wallis.
Weitere bisher bekannte Fundorte sind die San Santiago Mine (Solitaria Mine) im Departamento Vinchina (La Rioja) in Argentinien; die Grotta della Monaca bei Sant’Agata di Esaro in der italienischen Provinz Cosenza; bei Nedre Eiker (Buskerud), Kolsvika (Nordland) und Tuften (Tvedalen, Vestfold) in Norwegen; im Dolomit-Steinbruch bei Rędziny (Niederschlesien) in Polen; bei Alpartir (Aragón), Lorca und Pastrana (Murcia) in Spanien sowie die Crystal No. 8 Mine (Luella Mine) bei Buena Vista (Colorado) und die Sterling Mine am Sterling Hill Ogdensburg im Sussex County (New Jersey).